# プリンセスナイトメア
『プリンセスナイトメア』は2007年4月27日に花梨エンターテイメントから発売された女性向けアドベンチャーゲーム（乙女ゲーム）である。吸血鬼をテーマとした「ゴシックバトルアドベンチャー」となっている。
また、2008年5月22日には追加イベントなどを収録したPlayStation 2版が発売された。

## 物語
リトルは今年114歳になる幼いバンパイアの女の子。
100年前、バンパイアの美男公ラドウにより吸血され、当時孤児だったリトルはバンパイアとなった。
以来、リトルは、生まれた時代も育った境遇も違うラドウとヴラド・ドラクレア伯爵の三人で、疑似的ながらも心からの家族としての生活を送ってきた。
ある日、三人はバンパイア狩りの組織に居場所を暴かれ、故郷を後にあてもなく逃亡の旅に出ることになった。
日本にたどり着いた三人は、古い洋館に住み着き、昼は寝て、夜は吸血鬼としての生活を始める。

## 登場人物
リトル・ドラクレア
声 ：新谷良子
主人公。吸血鬼の少女。聖ローザ学園の夜間部に通っている。学校ではおとなしくしているものの、素の性格は小悪魔じみている。また、校則を破ることが多いことから、真治とは衝突が絶えない。
吸血鬼としての姿をあらわす時は、背中から羽が生える。
114歳、身長149cm。
ラドウ・ドラクレア
声：遊佐浩二
ドラクレア伯爵の養子で、リトルを吸血鬼にした張本人でもある。義妹であるリトルには優しいものの、人間不信に陥っており、義父に対しても心を閉ざしている。物語の中盤で、聖ローザ学園に編入する。
516歳、身長185cm。
ブラド・ドラクレア伯爵
声：安元洋貴
ラドウとリトルの義父であるマスターバンパイアで、ラドウを吸血鬼にした張本人でもある。本名はブラディスラウス・ドラクレア。
548歳、身長195cm。
チェシャ
声：片霧烈火
リトルの世話をするヌイグルミ。その正体はプリンスによってヌイグルミにされる呪いをかけられた魔界人。
年齢不明、身長140cm。
犬飼 一狼太（いぬかい いちろうた）
声：小野大輔
ニホンオオカミの血を引く人狼。別名はウェアウルフ。同じ聖ローザ学園の夜間部に通うローザと接すうるちに、彼女の使い魔となる。
14歳、身長185cm（犬飼時）・205cm（ウェアウルフ時）。
フランケン・リースリング
声：谷山紀章
ムラサメ博士が死体から造った人造人間で、正式名称はX5-452。当初はムラサメの助手を務めていたが、その後彼の元を離れドラクレア家の執事となる。
4歳、身長178cm。
ヴァン・ヘルシング教授
声：荻原秀樹
法王庁から派遣されたバンパイアハンターで、ムラサメから遺伝子レベルの改造を施されている。普段は山井 耕太としてリトルたちの通う聖ローザ学園で臨時校医をしている。校医としてのヘルシングは「山ちゃん」という愛称で、生徒たちから親しまれている。また、ドジな一面や、保健室の器具でラーメンを作って食べる姿も見せる。
26歳、身長188cm。
小早川 真治（こばやかわ しんじ）
声：石井真
聖ローザ学園夜間部の生徒会長で、リトルのクラスの学級委員でもある。小柄な体格を気にしている。
14歳、身長155cm。
小早川 すもも（こばやかわ すもも）
声：阿澄佳奈
真治の妹で、よく兄に弁当を差し入れている。自身が裕福な生活を送っていることに対して、兄に申し訳なく思っている。
7歳、身長108cm
出雲 由香（いずも ゆか）
声：山本麻里安
リトルの初めての友達で、母親のようにリトルのことを見守っている。実家は神社のため霊感が強い。
14歳、身長160cm。
プリンス・カオス・クリムゾン
声：不明
魔界の王子で、物語の後半から姿を見せる。
3,250歳、身長不明。
マリー・マルグリット
声：不明
魔界の姫君で、プリンスの姉にあたる。自己中心的だが、弟のことを気にかけている。空とぶ傘を用いた空中戦を得意とする。
5,000歳、身長161cm。
ムラサメ博士
声：伊藤達彦
フランケンの産みの親で、ムラサメに改造を施した人物。機械工学、遺伝子工学、生物学をマスターしているが、学会の程度の低さに嫌気がさし、市ヶ谷の遺伝子研究所（通称：ムラサメ研究所）で妖魔の対策を練り続けている。
21歳、178cm。
ファントム
声：緒方恵美
リトルたちの住む屋敷に住み付いている亡霊。リトルには好意を示す一方、ラドウとブラドには敵意を見せる。
517歳、身長185cm。
メフィスト・フェレス
声：安元洋貴
地獄の大公の一人で、魔王ルシフェルの部下。
年齢・身長不明。

## 開発
プロデューサーの風之宮そのえと、本作のシナリオを担当した菜摘かんなの二人は幼少期から吸血鬼に関心があり、本作の企画は『アニマムンディ 終わりなき闇の舞踏 』の発売後の話し合いの中から誕生した。

### PlayStation 2版の開発
本作のPlayStation 2への移植が行われ、プリンスとチェシャが攻略キャラクターとなった。
またPlayStation 2版では、リトルが風呂に入ってその日の出来事や気になる人物について振り返る「お風呂システム」が追加された。
このシステムを導入した理由について、風之宮は菜摘と乙女ゲームならではのシステムについて話し合う中で、少女漫画のようなシーンを入れてみてはどうかという意見を貰ったためだとGirls-Styleとのインタビューの中で話している。

## スタッフ
- プロデューサー：風之宮そのえ
- ディレクター/シナリオ：菜摘かんな
- 原画：ヤマシタコウジ
- プログラム：ウエスタン公爵
- メインコンポーザー：HIR

### 主題歌
- PC版OPテーマ「東京ジオラマ」

作詞/曲：片霧烈火、編曲：HIR、歌：片霧烈火
- PC版EDテーマ「悪夢の姫君」

作詞/曲：片霧烈火、編曲：HIR、歌：片霧烈火
- PS2版OPテーマ「劇薬流刑地」

作詞：菜摘かんな、作曲：HIR、歌：石井真

## 批評
Girls-Styleのモニター評価レポートでは、攻略キャラクターの多さや、世界観が肯定的に評価された。また、乙女ゲームにしては珍しく、戦闘以外で選択肢に時間制限がある点も評価された。
一方で、音量のばらつきや、シナリオの矛盾点などの指摘があがった。
洋泉社が発行した『アニソンマガジン』に掲載されたゲームソングレビュー集の中でライターの前田久は、主題歌「東京ジオラマ」について「ネオV系とも通じるような昭和レトロ・ミーツ・ゴシック・ロックな曲調」と指摘し、片霧烈火による歌唱に関しては「演劇的で繊細なボイス・コントロール」を称賛した。

## 漫画版
野口芽衣の作画でマッグガーデン社より全2巻が刊行されている。

第1話が月刊コミックブレイドアヴァルス2008年12月号に掲載され、以降は単行本描き下ろし。
1. 2009年2月10日発売
2. 2009年7月10日発売

## 関連商品

### CD
- プリンセスナイトメアキャラクターソングコレクション 
  - Vol.1「お前だけのヒーロー」 犬飼一狼太（小野大輔）
  - Vol.2「千の嘘+唯一の愛」 ラドウ・ドラクレア（遊佐浩二）
  - Vol.3「共犯者」 プリンス・カオス・クリムゾン（石井真）
  - Vol.4「不可侵グランドオペラ」 ファントム（緒方恵美）
  - Vol.5「光を憎み、闇を抱くもの」 メフィスト（安元洋貴）
  - Vol.6「イコール」 フランケン・リースリング（谷山紀章）
  - Vol.7「アレストゲーム」 ヴァン・ヘルシング教授（荻原秀樹）
  - Vol.8「煉獄への警鐘」 ドラクレア伯爵（安元洋貴）
- 主題歌「東京ジオラマ」「悪夢の姫君」 片霧烈火
- オリジナルサウンドトラック「万魔城の舞踏会」
- キャラクターソングコレクションアルバム「悪しき者の晩餐会」

### DVD
- プリンセスナイトメア 朗読劇DVD（2007年3月31日[1][2]）

### 書籍
#漫画版も参照。
- プリンセスナイトメア 朗読劇台本
- プリンセスナイトメア 朗読劇パンフレット
- プリンセスナイトメア 公式ビジュアルファンブック
- プリンセスナイトメア オフィシャルコミックス vol.01

参加作家：藤異秀明、清水まみ、涼規じゅん、蓮迎隣
- プリンセスナイトメア オフィシャルコミックス　vol.02

参加作家：藤異秀明、清水まみ、タカサ菌、Tomi